# بهرام‌بیگ آخوندف
بهرام‌بیگ آخوندف (ترکی آذربایجانی: Bəhram bəy Axundov) پزشک آذربایجانی، دانش‌آموخته «آکادمی لیل» فرانسه و نماینده مجلس ملی جمهوری خلق آذربایجان بود.

## زندگی‌نامه
بهرام‌بیگ فرزند میرزا جعفربیگ آخوندف در سال ۱۸۶۱ در شهر شوشی تولد یافت. آموزش متوسطه را ابتدا در مدرسه «رئالنی» و بعد در دبیرستان شهر شوشی گذراند. در سال ۱۸۹۳ در مطقع دکتری رشته علوم تجربی پذیرفته شد. بعد از آنکه در سال ۱۸۹۶ دانش‌آموخته شد، در رشته پزشکی همان آکادمی به تحصیلات خود ادامه داده و دکترای پزشکی را ازآن خود کرد. از آنجایی که در سال ۱۹۰۴ یک آزمون آزمایشی را در دانشکده پزشکی دانشگاه خارکوف با موفقیت پشت سر گذاشت، به وی لقب «لکار» اعطا شد.
بهرام‌بیگ آخوندف نماینده مجلس ملی جمهوری دمکراتیک آذربایجان بود. قبل از انقلاب روسیه به عنوان پزشک در مراکز درمان و بیمارستان‌های باکو کار می‌کرد. پس از استقرار شوروی در آذربایجان، به فعالیت‌های پزشکی خود استمرار بخشید و بین سال‌های ۱۹۲۰ تا ۱۹۲۵ در سازمان دولتی بیمه به عنوان پزشک معتمد مشغول به کار شد. بهرام‌بیگ آخوندف در سال ۱۹۳۱ درگذشت.

## خانواده
بهرام‌بیگ آخوندف با خانمی به اسم «سلطنت» ازدواج کرده بود و پسری به اسم علی داشت.